# Athara Hazari
Athara Hazari ou 18-Hazari (en ourdou : اٹهاره ہزارى) est une ville pakistanaise située dans le district de Jhang, dans le centre de la province du Pendjab. C'est la cinquième plus grande ville du district. Elle est située à moins de trente kilomètres au sud-ouest de Jhang.
La population de la ville a été évaluée à près de 27 561 habitants selon le recensement de 2017, alors qu'elle est pour la première fois considérée comme une unité urbaine. Selon le recensement de 2023, la population de la ville monte à 30 137 habitants.